# Jaderná elektrárna Neckarwestheim
Jaderná elektrárna Neckarwestheim se nachází u stejnojmenné obce v okrese Heilbronn ve spolkové zemi Bádensko-Württembersko.
Leží na pravém břehu řeky Neckar, přítoku Rýna, proti proudu od Heilbronnu, zahrnuje tlakovodní reaktor typu Konvoi-45 s čistým elektrickým výkonem 1 395 MWe. Druhý tlakovodní reaktor je od roku 2008 po 32 letech provozu trvale odstaven.
Blok 1 byl v provozu od roku 1976 a má jmenovitý elektrický výkon 840 megawattů. Třífázový střídavý výkon o 50 Hz byl 567 megawattů a pro trakční proud 16,7 Hz 174 MW. Generátor trakčního proudu je největší jednofázový generátor střídavého proudu na světě. Blok 1 byl jediný jaderný reaktor, který vyráběla trakční proud. Odstaven byl 17. března 2011 z důvodu tříměsíčního moratoria na jadernou energetiku a oznámení z 30. května 2011 označilo blok 1 za blok, který se z politických důvodů nevrátí do provozu (Atomausstieg). 
Blok 2 je v provozu od roku 1988 a má jmenovitý elektrický výkon 1400 megawattů. Generátor vyrábí 50 Hz třífázový střídavý proud s napětím 27 000 V a proudem 35 000 ampér. Na rozdíl od 1. bloku nedochází k výrobě vyhrazeného trakčního proudu, ale část vyrobené energie se přeměňuje v rozvodně trakčního proudu. 
Vnější betonová budova dvojkontejnmentu má výšku cca 54,5 m a průměr cca 67 m.
Reaktor byl odstaven 15. dubna 2023.